# Hans-Peter Keitel

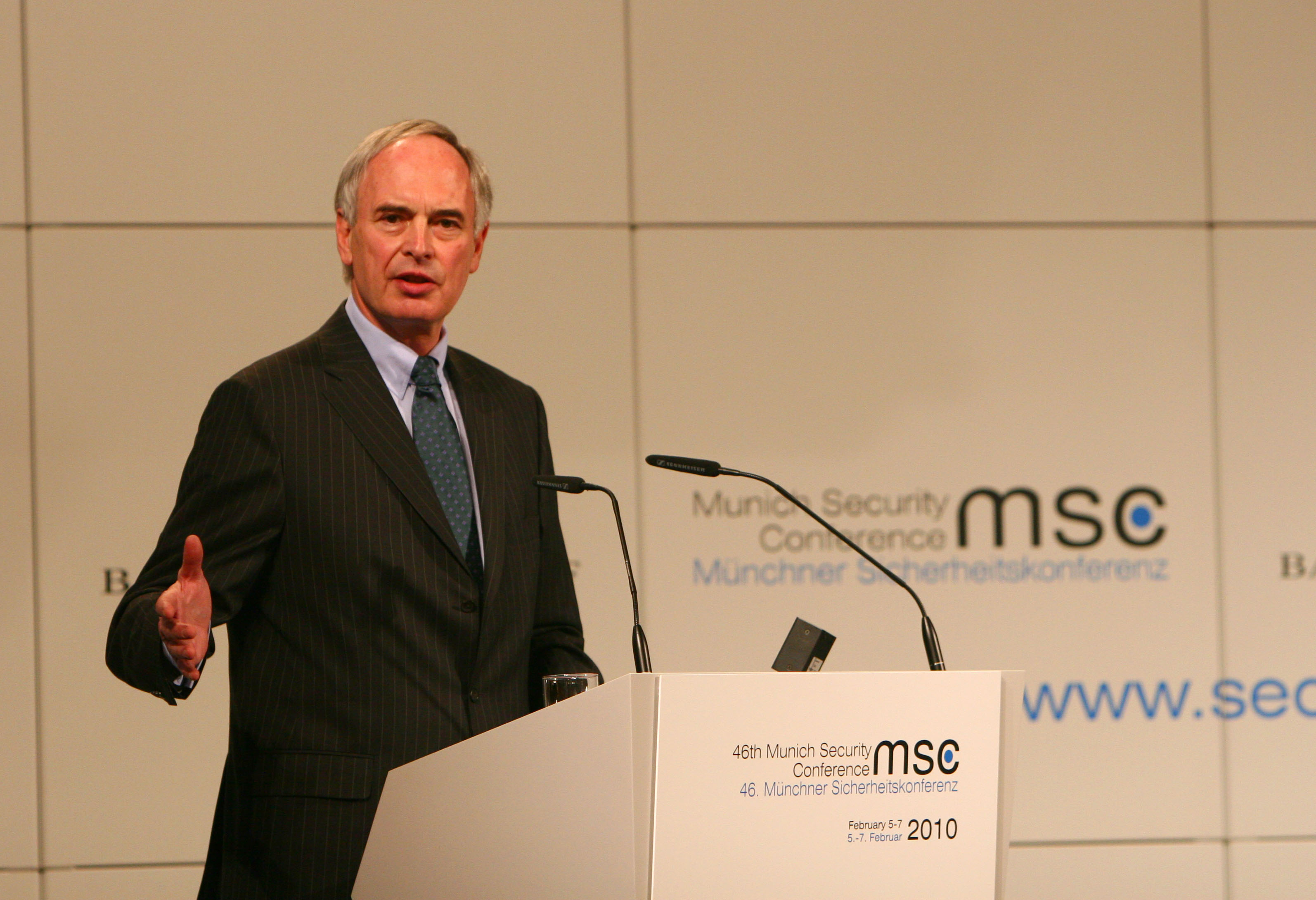
Hans-Peter Keitel 2010 auf der Münchner Sicherheitskonferenz

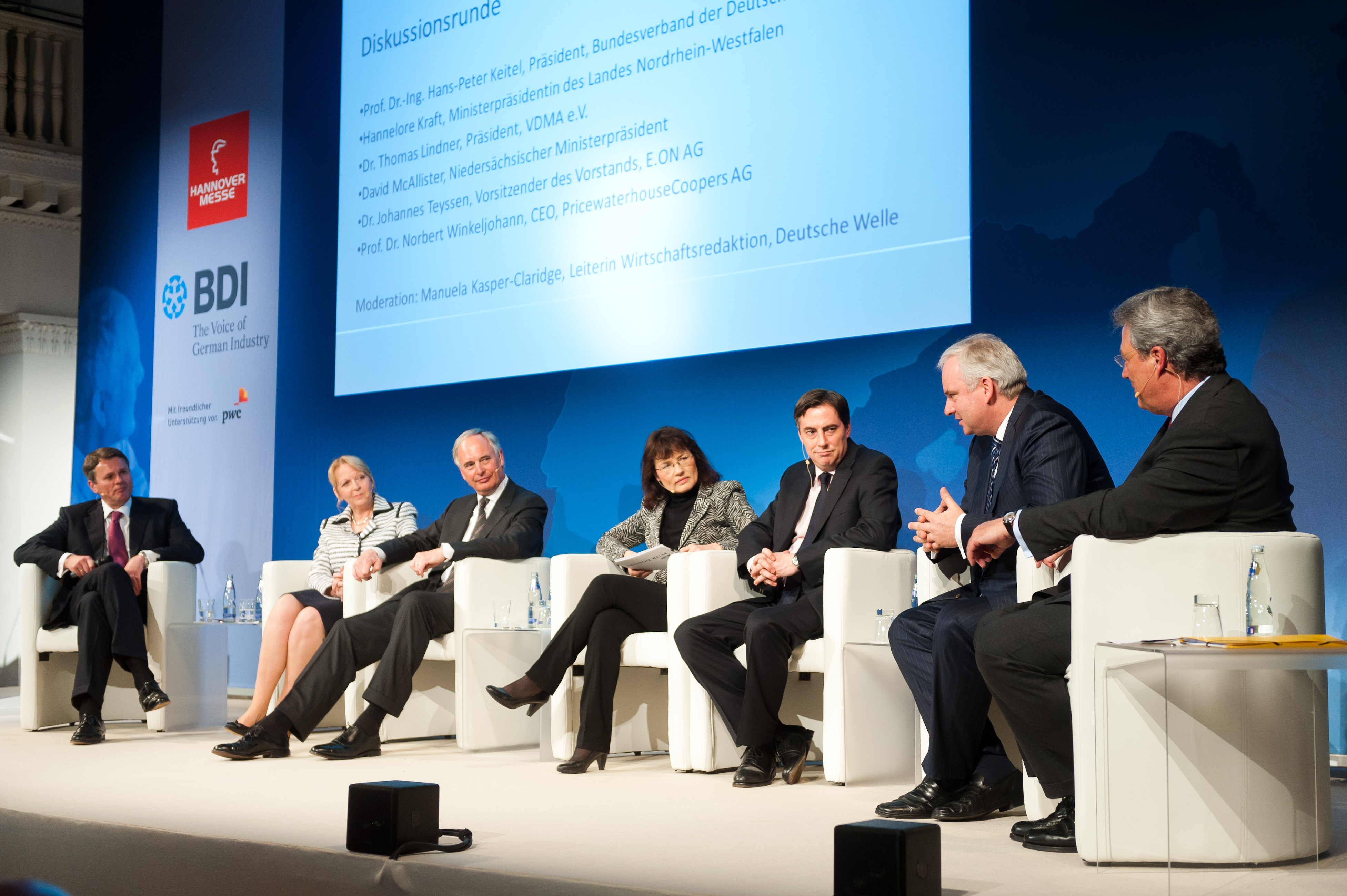
Hans-Peter Keitel (2011)

Hans-Peter Keitel (* 4. August 1947 in Kusel) ist ein deutscher Manager.

## Leben
Hans-Peter Keitel 
studierte Bauingenieurwesen an der TH Stuttgart, außerdem Arbeits- und Wirtschaftswissenschaften an der TU München. Er wurde 1975 an der Technischen Universität München promoviert mit dem Thema Entscheidungshilfen für die Planung unterirdischer Verkehrswege.
Nachdem er einige Jahre als Projektleiter und in leitenden Funktionen bei Lahmeyer International, einem technischen Beratungsunternehmen, im In- und Ausland tätig war, arbeitete er von 1988 bis 2007 bei Hochtief. Als Direktor beim Vorstand war er zuständig für das Auslandsgeschäft. 1990 bis 2007 war Keitel Mitglied des Vorstands von Hochtief, 1992 bis 2007 als dessen Vorsitzender. Danach wechselte er in den Aufsichtsrat. Im Jahr 1995 nahm er an der Bilderberg-Konferenz in Bürgenstock teil.
Von 2005 bis Ende 2012 war er Präsident des Hauptverbandes der Deutschen Bauindustrie.
Am 1. Januar 2009 wurde Keitel Präsident des Bundesverbandes der Deutschen Industrie (BDI). Er war einige Jahre Mitglied des internationalen Board der Beratungsfirma Hakluyt & Company.
Keitel ist Mitglied der Deutschen Akademie der Technikwissenschaften. Er war zeitweise Mitglied ihres Senats.
Im August 2010 war Keitel einer von 40 prominenten Unterzeichnern des Energiepolitischen Appells. Diese Lobbyinitiative der vier großen deutschen Stromkonzerne (E.ON, EnBW, RWE und Vattenfall Europe) forderte eine Laufzeitverlängerung deutscher Kernkraftwerke. Der Bundestag verlängerte die Laufzeiten im Oktober 2010 tatsächlich; nach dem Beginn der Nuklearkatastrophe von Fukushima im März 2011 revidierte er dies aber.
Keitel war auf Vorschlag der CDU Mitglied der 13. Bundesversammlung und der 14. Bundesversammlung und nahm am 23. Mai 2009 bzw. am 30. Juni 2010 an den Wahlen des deutschen Bundespräsidenten teil.
Er war von 2014 bis 2019 Vorsitzender des Aufsichtsrats der Voith GmbH & Co. KGaA. Sein Nachfolger ist Siegfried Russwurm.

## Ehrungen
- 2004: Verdienstorden des Landes Nordrhein-Westfalen
- 2009: LutherRose für gesellschaftliche Verantwortung und UnternehmerCourage der Internationalen Martin Luther Stiftung[8]
- 2011: Verdienstkreuz 1. Klasse der Bundesrepublik Deutschland[9]